# Breakfast Club (band)
Breakfast Club var en new wave/pop-gruppe fra USA.

## Diskografi
- Breakfast club (1986)

| Musikgruppe | Spire Denne artikel om en amerikansk musikgruppe er en spire som bør udbygges. Du er velkommen til at hjælpe Wikipedia ved at udvide den. |